# Megan Rochell
Megan Rochell, också känd som MegRoc, född 19 augusti 1985 i Brooklyn, är en amerikansk sångerska.

## Karriär
Rochell upptäcktes av Boyz II Men-medlemmen Nathan Morris som kom att bli hennes manager. År 2005 sjöng hon för Def Jam Records-VD Antonio "L.A." Reid som därefter erbjöd henne ett skivkontrakt. Som första kvinnliga artist att skriva på för skivbolaget erhöll hon titeln First Lady of Def Jam. Följande år gavs sångerskans debutsingel ut, "The One You Need", från hennes kommande album You, Me and the Radio. Den Darkchild-producerade låten betraktades dessvärre som en kommersiell flopp och tog sig endast till en 42:a plats på Billboardlistan Hot R&B/Hip-Hop Songs. Albumets utgivning sköts av den anledningen framåt. En ny singel, "Floating", kom senare under året men misslyckades likasom sin föregångare att ta sig till några högre placeringar. Efter en ytterligare singelutgivning som inte medförde någon större framgång, förblev sångerskans debutalbum outgivet och Rochells kontrakt med Def Jam avslutades. År 2008 skrev hon på för Rodney "Darkchild" Jerkins skivbolag. Hon arbetade därefter på ett nytt album som skulle ha kommit under 2009 men av okänd anledning blev så inte fallet.
Rochell har senare givit ut två mixtapes; Vibe Love Party och New Wave Music

## Diskografi
Studioalbum
- 2006: You, Me and the Radio  (Outgivet)

Övriga album
- 2008: Vibe Love Party  (Mixtape)
- 2010: New Wave Music  (Mixtape)

Singlar
- 2006: "The One You Need" (med Fabolous)
- 2006: "Floating"
- 2007: "Let Go"